# ماونت پلیزنت، استرالیای جنوبی
ماونت پلیزنت (به انگلیسی: Mount Pleasant) یک شهرک در استرالیا است که در Barossa Council واقع شده‌است.